# Льяшевское сельское поселение
Льяшевское се́льское поселе́ние — муниципальное образование в Тетюшском районе Татарстана Российской Федерации.
Административный центр — село Льяшево.

## История
Статус и границы сельского поселения установлены Законом Республики Татарстан от 31 января 2005 года № 41-ЗРТ «Об установлении границ территорий и статусе муниципального образования "Тетюшский муниципальный район" и муниципальных образований в его составе».

## Население
| 2010 | 2011 | 2012 | 2013 | 2014 | 2015 | 2016 |
| ---- | ---- | ---- | ---- | ---- | ---- | ---- |
| 471  | ↘467 | ↘455 | ↘444 | ↘424 | ↘414 | ↘413 |
| 2017 | 2018 |      |      |      |      |      |
| ↘405 | ↘386 |      |      |      |      |      |

## Состав сельского поселения
| № | Населённый пункт | Тип населённого пункта       | Население |
| - | ---------------- | ---------------------------- | --------- |
| 1 | Большое Бисярино | село                         |           |
| 2 | Льяшево          | село, административный центр |           |
| 3 | Ямбухтино        | деревня                      |           |